# Denis Kudla
Denis Kudla, född den 24 december 1994 i Racibórz, är en tysk brottare.
Han tog OS-brons i 85 kg-klassen i samband med de olympiska tävlingarna i brottning 2016 i Rio de Janeiro. Vid olympiska sommarspelen 2020 i Tokyo tog Kudla brons i 87 kg-klassen i grekisk-romersk stil.